# Герб Алпіарси
Ге́рб Алпіа́рси — офіційний символ містечка Алпіарса, Португалія. Використовується як територіальний герб. У срібному щиті дві зелені гілки оливи з чорними плодами, перехрещені і перев'язані червоною стрічкою. Обабіч них два чорних дерева із зеленою кроною та золотими плодами. Над гілками оливи розміщене пурпурне виноградне гроно із зеленим листям. Внизу щита широка хвиляста синя смуга з трьома срібними рибами. Щит увінчує срібна мурована містечкова корона з чотирма вежами.  Під щитом біла стрічка, на якій великими літерами напис португальською: «vila de Alpiarça» (містечко Алпіарса).  Офіційно затверджений 26 серпня 1936 року.  

## Галерея

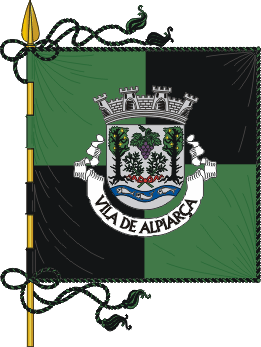
Прапор